# Улица Руданского (Ялта)
Улица Руданского — улица в исторической части Ялты. Проходит от улицы Игнатенко до Московской улицы.

## История
Историческое название — Дерекойская, дано по деревне Дерекой
Улица была шоссирована в 1870—1880-е годы. В начале улицы находился рынок
С установлением советской власти получила название Майская. По улице проходили праздничные демонстрации. 
Современное название в честь Степана Васильевича Руданского (1833/1834 — 1873), украинского поэта, переводчика и драматурга, автора текстов песен; врача по профессии, жившего, работавшего, умершего и похороненного в Ялте (Поликуровский мемориал). Поэт жил на углу улицы с улицей Игнатенко.

## Достопримечательности
- Комсомольский сквер, Памятный знак в честь комсомола Ялты, 1979 год, архитектор С. Н. Сирота, художник И. П. Шмагун  Объект культурного наследия народов РФ регионального значения. Рег. № 911710906420005 (ЕГРОКН)[7]
- д. 8 — Ялтинский театр духовой музыки[8], Библиотека-филиал № 25 г. Ялта[9]

## Известные жители
д. 18 (угол улиц Руданского и Игнатенко) — Степан Руданский